# Tabulata
Ordre
Sous-ordres de rang inférieur
- †Auloporida
- †Favositida
- †Heliolitida

Les Tabulata ou coraux tabulés, constituent un ordre éteint de coraux coloniaux. Ce groupe fut abondant de l'Ordovicien au Permien. 
Leur exosquelette est fait de calcite. Comme le groupe voisin des Rugosa, ils ont disparu lors de l'extinction du Permien.

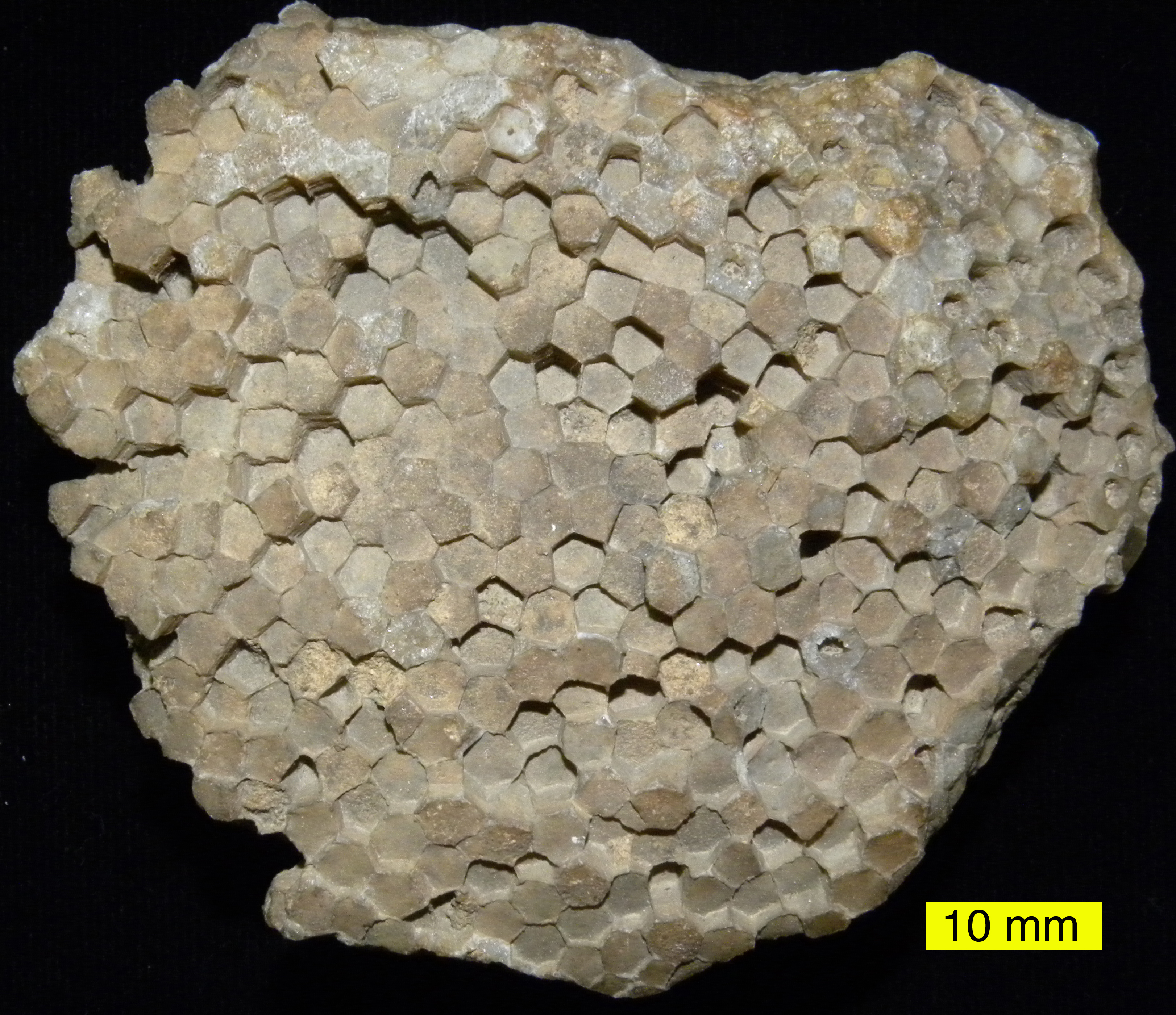
Favosites sp.